# Son jarocho

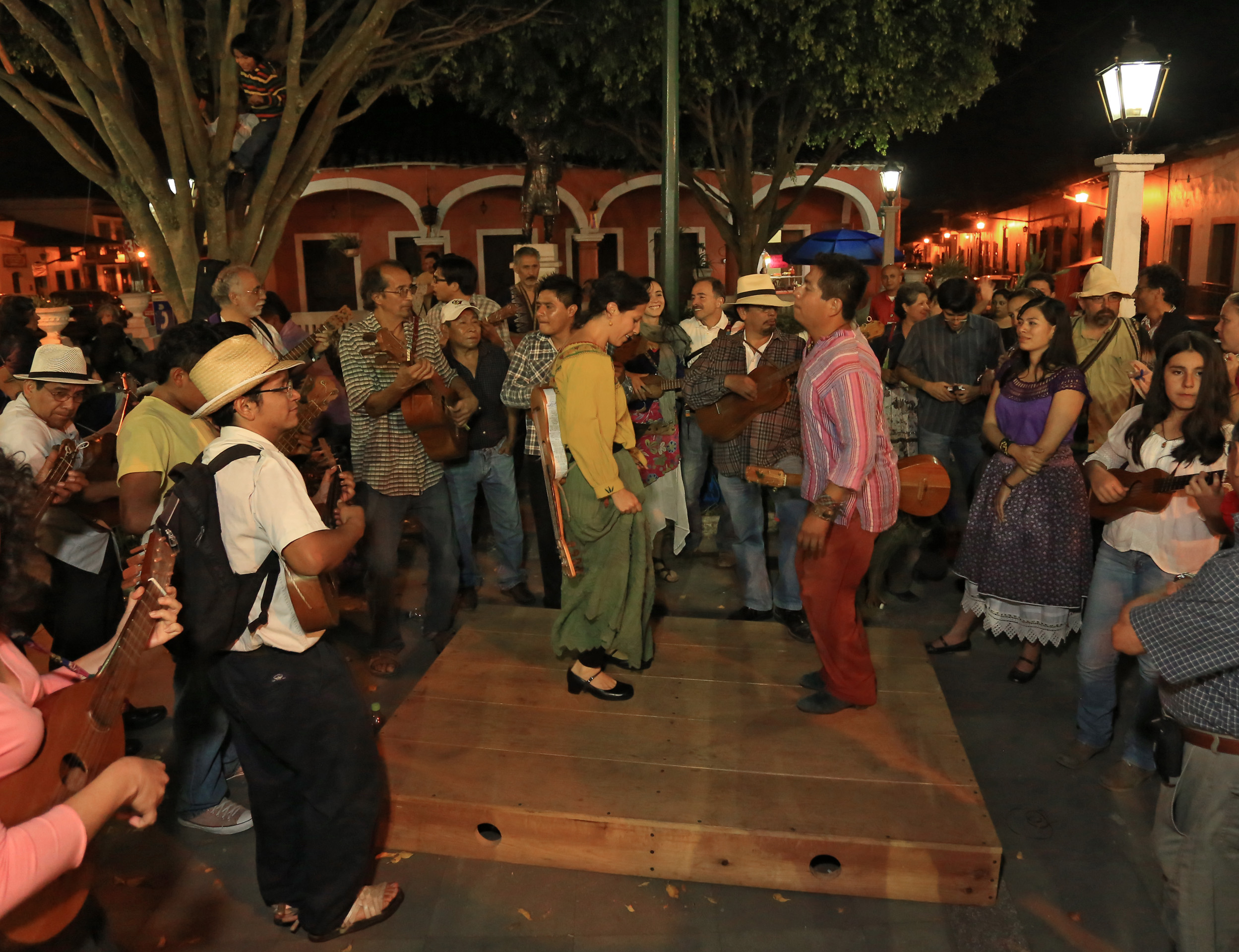
Jaraneros en un fandango.

El son jarocho es un género musical popularizado principalmente en el estado mexicano de Veracruz aunque también se toca en partes de Oaxaca y Tabasco. Se ejecuta principalmente durante los fandangos, donde se combina con la danza zapateada y la poesía cantada.  La música tiene un ritmo armónico, generalmente sesquiáltero, con síncopas y contratiempos, la lírica tiene versos y décimas; y la danza se basa en el zapateado con algún carácter similar en algunas regiones de México.
La instrumentación básica se compone de jaranas de diferentes tamaños y registros y el arpa que generalmente no se usa en los fandangos tradicionales del sur. También puede incluir marimbol, güiro, quijada, cajón y violín. 
El son jarocho forma parte de la música ternaria del Caribe colonial, estando directamente emparentado con el joropo de Venezuela y Colombia, la mejorana de Panamá y el son huasteco, entre otros. Estas expresiones musicales se desarrollaron durante la colonia con influencias de la música barroca y el comercio interoceánico.

## Nombre y origen del son
El adjetivo jarocho señala su pertenencia a la cultura afrodescendiente en la región del Sotavento mexicano. El sustantivo son designaba a principios del siglo XIX a cualquiera de los sones del país que incorporaban baile en el evento popular y contenía rasgos estilísticos mestizos.
Su origen se remonta a la época colonial, donde se mezclaron elementos españoles, indígenas y africanos. Existen registros de que se acostumbraba a principios del siglo XIX desde la Cuenca del Río Nautla en el Estado de Veracruz hasta Huimanguillo, hoy estado de Tabasco, asimismo en Córdoba, cuenca del Papaloapan, cuenca del Coatzacoalcos, Los Tuxtlas, los llanos de San Juan del Estado de Veracruz, en la localidad de chacalapa y en la parte norte de Oaxaca (Tuxtepec, Loma Bonita, Cosolapa, Acatlàn de Pérez) México.
En Veracruz al festejo donde se bailan sones también le llaman huapango, palabra de posible origen indiano, y ya que esos bailes se realizaban en Tlacotalpan para la Virgen de la Candelaria, cabe mencionar que "La relación de Tlacotalpa" menciona que ahí había una Diosa prehyspana que se paseaba por el río como a hoy se hace con la virgen, de manera que puede haber ahí una gran influencia indiana al menos en cuanto al contexto festivo donde se insertaron los huapangos o fandangos, y por cierto el "Diccionario de autoridades" dice más bien que el fandango era un baile introducido en España por gente que procedía de las Indias o actualmente las Américas.

## Características musicales
La forma musical se basa en la alternancia de melodías instrumentales llamadas "figuras" con melodías cantadas llamados "pregones", donde lo que se canta son los versos. Los contramotivos que contrapuntean con los pregones se llaman tangueos, son básicamente combinaciones rítmico-armónicas con una abundancia de sextas y novenas en las que se dan la polirritmia y otros elementos de origen afro como síncopas y contratiempos.
Los viejos soneros no tienen el concepto de compás, sino que se guían por el rasgueo de la jarana, los pasos del zapateo, las melodías y el sentido común, sin embargo, algunos jóvenes creen que podría contarse en compases mixtos de 3/4 y 6/8, o en 12/8, pero lo fundamental es la yuxtaposición del 1, 2, 3. Hay contados sones en compás binario.
El café con pan un esquema rítmico usado en el son jarocho y en varios géneros latinoamericanos. En 6/8, el ritmo sería el siguiente: 1/8 como anacrusa y después 1/8 -1/4 - 1/4 - 1/8, correspondiendo cada sílaba a un sonido. De la misma manera que la mayoría de la música campesina latinoamericana, el auténtico son no está temperado sobre la base de una afinación de LA 440, sino que el tono es relativo y depende de diversos factores que incluyen el clima, el tipo de voz de los cantadores, las características de los instrumentos y el gusto de cada comunidad e intérprete.

### La laudería jarocha
Para adornos se ensamblan maderas de diferentes tonalidades como primavera, chagani, cedro, pinabete alemán, ébano. Los instrumentos se realizan con las esquinas de la caja de resonancia en forma ovalada. Pueden hacerse trastes de hueso e incrustaciones de madera.

## Tipos de sones
El son jarocho se puede clasificar en varias categorías, las primeras agrupadas por cómo se baila cada son. Existen tres categorías principales:
Sones de montón: Parejas de mujeres zapatean en la tarima. También se les conoce como sones de mujeres.
Sones de pareja: En estos sones bailan una mujer y un hombre en la tarima.
Sones mixtos: Bailan sobre la tarima un hombre y dos o más mujeres.
Otra forma de clasificar los sones es por su patrón rítmico. Estos se dividen en:
- Sones derechos
- Sones atravesados

## Características dancísticas

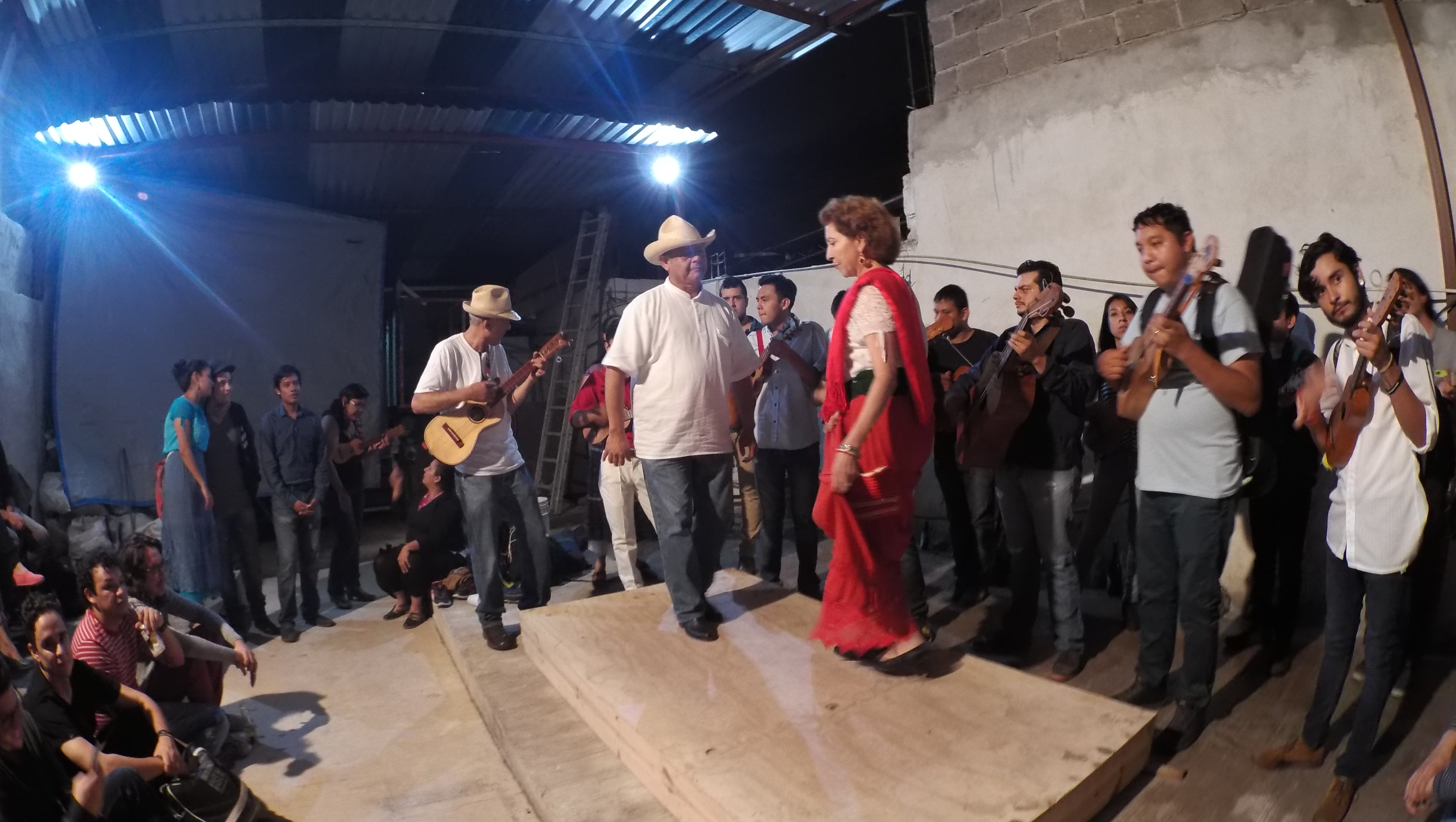
Pareja en el fandango.

El instrumento más sonoro del son, es la tarima, sobre la que los bailadores ejecutan con los pies el zapateado.
La coreografía también sigue la estructura de la música, ya que en el momento de las figuras instrumentales, el bailador debe ejecutar un tipo de pasos llamados redobles y en el momento del pregón y tangueo, se bailan las "mudanzas".

## Características líricas

### La versada
Se le llama versada al conjunto de versos y coplas que posee cada cantador y que el mismo u otro cantador canta en cada son ya sea en un fandango, o fuera de él. También se le llama versada a la actividad en la que se dicen versos , ya sean sabidos o improvisados. A los que dicen versos sabidos se les llama decidores y a los que los crean se les llama improvisadores.
El contenido temático depende del son que se ejecute, pues cada son tiene su propio tema. Así tenemos , por ejemplo que en "Las Justicias" se cantan décimas a lo divino o en argumento mayor; en "El siquisirí" se aborda el tema amoroso en dos sextillas; en "el Buscapie" se cantan octavillas, décimas, y sextillas de contenido oscuro y luminoso de manera alternada. Cada son tiene su propio desarrollo y normalmente se empieza por saludar, para pasar enseguida al tema principal y finalizar con la despedida. Para los cultivadores del fandango existen reglas claras de como abordar un son y cual debe ser su contenido . Para los soneros que ejecutan sones fuera de los fandangos, es decir en restaurantes, festivales, encuentros, veladas etc también existen ciertas reglas propias del lugar, el motivo, las personas etc. pero estas son más frágiles. Existe la imagen estereotipada, tal vez producto del cine y de los espectáculos folclóricos que los cantadores o versadores deben conducirse siempre de manera chusca, ingeniosa, cómica, hilarante y pícara. Sin embargo no siempre es así y se observa muchas veces un alto nivel poético y lúdico entre los cantadores, así como un público cada vez más exigente tanto en las formas, como en los contenidos del verso. También existen cantadores que, siguiendo la costumbre de una época, hacen del halago a los gobernantes su quehacer principal.
- Versada fija: A diferencia de los corridos o de las canciones, boleros y demás, no existe una versada fija en el son jarocho. lo que existe es un tema característico de cada son y un desarrollo temático que corresponde al estilo propio del cantador. Existe una gran cantidad de versos y coplas del dominio público que son cantadas en cada son, pero dicha preferencia es totalmente opcional. También existe el ejercicio de la improvisación de coplas que son elaboradas en el momento mismo de la ejecución del son, pero tampoco existe una obligación de improvisarlas a menos que se trate de un contrapunteo entre repentistas.

- Protocolo de los cantadores: Actualmente se observa un descuido en las reglas de cantar. Sin embargo , existen reglas claras acerca de esa actividad. Como el guitarrero también llamado requintero o punteador ocupa el lugar central frente a la tarima y los jaraneros más viejos los flancos inmediatos, a los cantadores les corresponde el lugar de los flancos extremos, y a los aprendices los lugares de atrás.Los músicos en los Tuxtlas se afinan al tono de los cantadores y estos conviene entre sí el número de coplas, correspondiendo al guitarrero la detonación y la orden de terminar el son. El ambiente ampliamente participativo del fandango da la impresión de desorden. No es así. De acuerdo a las reglas antiguas el máximo de cantadores en un son de fandango es de cuatro y el pregón es la manera de apartar el siguiente turno en la ronda. El relevo de cantadores está permitido pero para ello debe desocuparse el lugar de los flancos y ser ocupado por los nuevos cantadores siempre y cuando así lo autorice el guitarrero quien puede en cualquier momento dar por concluido el son.

Métrica: Décima, cuarteto, sexteto y octeto, octosílabos generalmente, son utilizados.

Ejemplo de versos en son jarocho: El pájaro cú
Pajarito eres bonito 
y de bonito color,
y de bonito color,
pajarito eres bonito. 
Pero más bonito fueras 
si me hicieras el favor
de llevarle un papelito 
a la dueña de mi amor.

### Estilos interpretativos y de ensamble
- Llanero, serrano y urbano
- Sones de montón, sones de pareja, sones para niños y sones de madrugada.
- Conjunto jarocho, trío sotaventino, jaraneros, fandangueros, soneros.

## El traje jarocho

### Mujer
En la tradición jarocha no existe un traje único sino que cada región ha generado su manera particular de vestir, a lo largo del proceso, partiendo de los Negros y las Negras como casta colonial, devino a lo largo de los siglos en el Jarocho y la Jarocha. Para fines más bien espectaculares se ha estandarizado un "traje" que consta de camisón (versión antigua) blusa y enagua blanca elaborados en algodón español rejillados, falda de organdí suizo con tres olanes y con cola (puede ser en colores pastel o blanco para novia), pañuelo bordado en tul de algodón, delantal o mandil en terciopelo negro bordado con flores, adornos en la cabeza: dos trenzas atadas hacia atrás unidas en un lazo o moño al frente detrás un cachirulo de carey con oro y piedras preciosas incrustadas, flores a la izquierda si es soltera a la derecha si es casada. Para sujetar el pañuelo al frente un camafeo de oro, siete cadenas de oro, aretes de filigrana de oro, abanico pericón con su colgante, media cañas, semanarios etc. El traje de jarocha folklórico, es una construcción escenográfica: la falda se elabora en organza por lo regular en color blanco y esta elaborada con 10 piezas para darle mayor vuelo en medio de cada pieza figuran en encaje diversos motivos como abanicos, moños etc. El traje de jarocha potrerano:El pañuelo es elaborado en algodón al igual que la falda, es estampada y con motivos florales, blusa elaborada en ganchillo u orquilla, al igual que la enagua blanca, actualmente se usa el traje potrerano sin el pañuelo de encima.

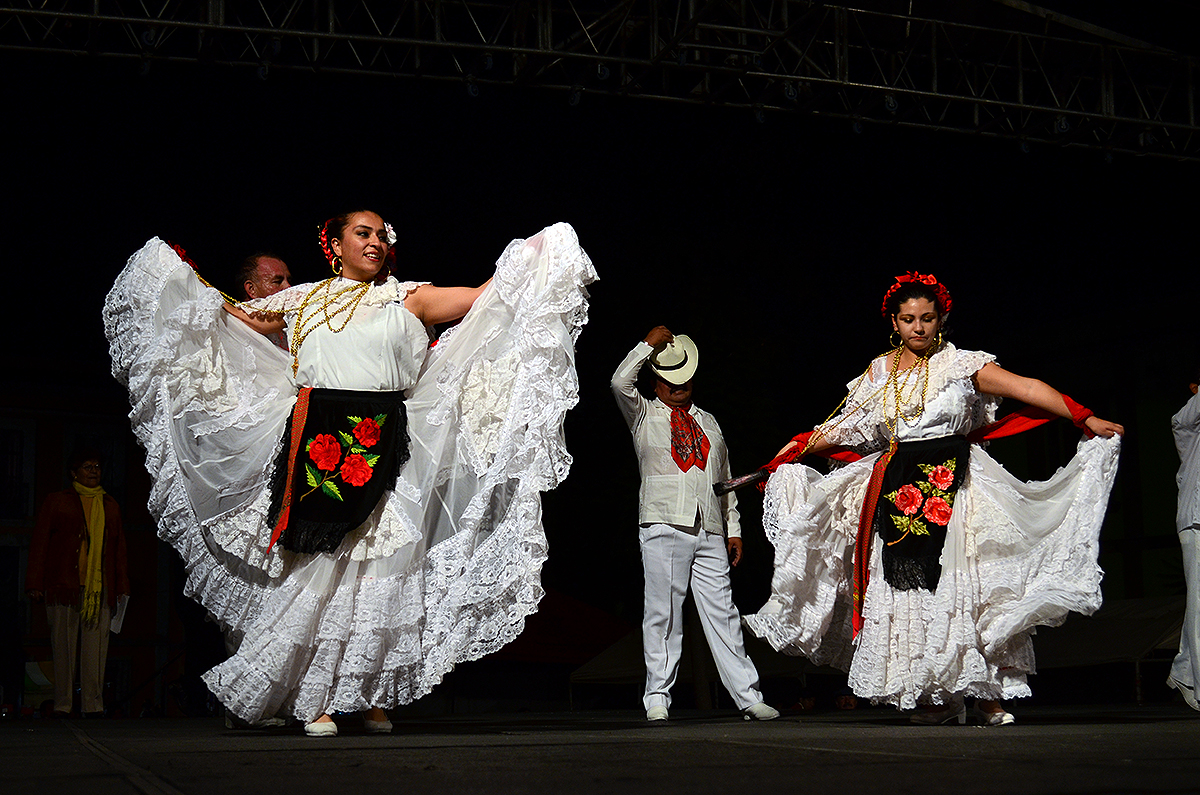
Trajes jarochos.

### Hombre
Guayabera blanca, pantalón blanco o de vestir, sombrero de cuatro pedradas y paliacate.

## Intérpretes
Algunos intérpretes del género de acuerdo a la clasificación anterior serían entre otros:
- Llanero: Conjunto Jarocho Lindo Veracruz; Al Golpe del Guatimé, Soneros del Tesechoacan, Grupo Estanzuela, Mono blanco, Herencia Jarocha, Son de Madera, Los Utrera, Chuchumbé, Quemayama, Relicario, Yacatecutli, El Butaquito, Águila Jarocha, Soneros del Papaloapan, Donde brama la leona, Leyendas del son, Conjunto Tlacotalpan de la Casa de la Cultura, Los Marineros del Puerto .
- Serrano: Son de Santiago, Río Crecido, Los Cultivadores del Son, Grupo Comején, los campechano, Los Báxin,
- Urbano:  La Pura Pulpa de Mexicali, Los Vega, Siquisirí,son  Italuz, Tlen Huicani, Los Cojolites, Conjunto Jardín, la Negra Graciana, Pájaros del Alba, Son de Barro, El Conjunto Tierrablanca,son de Cristo, Quinto Cerro-Son Jarocho, entre otros.

## Instrumentistas

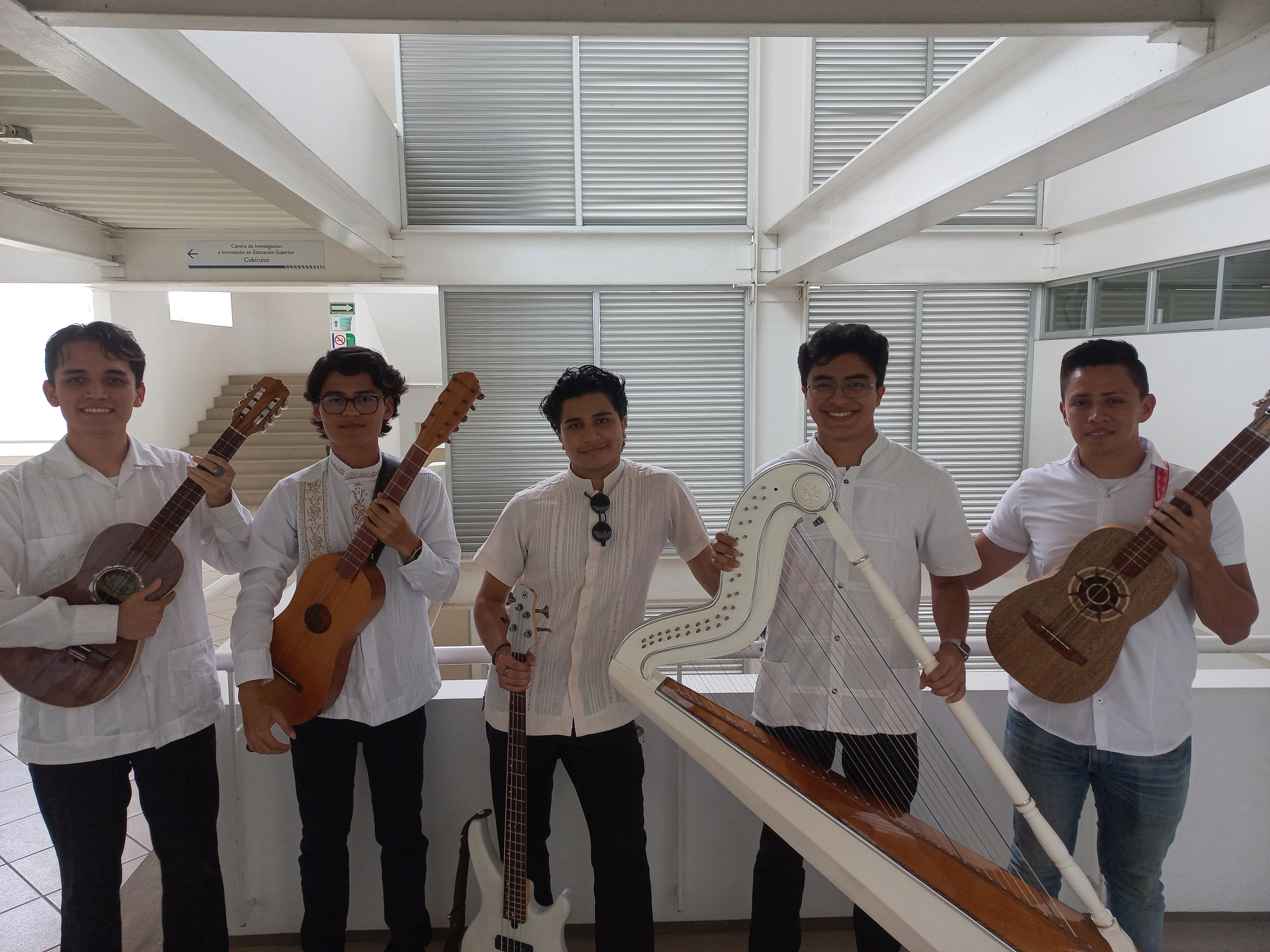
Instrumentistas de son jarocho en Xalapa, Veracruz (KINTATL'ÍN)

- Requinto jarocho: Andrés Vega, Juan Pólito Baxin, Macario Cruz Bejarano conocido como "EL NEGRO" y fundador del conjunto jarocho "lindo Veracruz", Rodolfo Cruz Bejarano, Luis Felipe Luna, Lino Chávez, Ramón Gutiérrez.
- Arpa jarocha: Juan Alvarado, Rodolfo Cruz Bejarano

- Jarana jarocha: José Antonio Cruz "Don Toño"; Andrés Alfonso Vergara, Serranos Paco Pérez, Tereso Vega, Gilberto Gutiérrez, Elías Meléndez, Teresita de Jesus Islas Ochoa, Alfredo Herrera "El Godo". Gerónimo Reyes Hernández fundador del Grupo Tlen Huicani (Los Cantores).
- Pandero jarocho: Evaristo Silva Reyes "Varo", Tereso Vega, Gilberto Gutiérrez, Andrés Flores
- Güiro: Gabriel Hernández
- Bailadores y bailadoras: Adela Casarin,[7] Andrés Alfonso Vergara, Rubí Oseguera, Martha Vega, Maria Gabriela Silva,Teresita Islas Ochoa.
- Cantadores y cantadoras: Andrés Alfonso Vergara, Gisela Farías, Raquel Palacios, Patricia Barradas, Teresa Santiago, Wendy Cao Romero, Patricio Hidalgo, Higinio Tadeo, Zenén Zeferino, Teresita de Jesús Islas

## Festivales y Fandangos
Enero
- 31 Tlacotalpan

Marzo
- San José
- Popolucas
- Chinameca
- Córdoba

Abril
- Seminario Cojolites
- Seminario Los Vega

Mayo
- Cruces de Mayo
- Lerdo
- Cabada
- Tijuana/SanDiego - Fandango Fronterizo
- Otatitlan Fiesta del Cristo Negro

Junio
- Chacalapa
- Patronales de San Juan Bautista Tuxtepec, Oaxaca

Julio
- Santiago
- Playa Vicente

Agosto
- DF Los Parientes

Octubre
- Encuentro de Jaraneros de California

Noviembre
- Festival del Papaloapan, con sedes en Tuxtepec, Loma Bonita, Otatitlàn y Valle Nacional

Diciembre
- Corral Nuevo
- Santiago
- San Juan Evangelista
- El Hato